# Philip de Malpas Grey Egerton
Philip de Malpas Grey Egerton, 10º baronete, (13 de novembro de 1806 — Londres, 6 de abril de 1881) foi um paleontólogo britânico. Filho de Sir Philip Grey Egerton, o 9º baronete.
Foi laureado com a medalha Wollaston de 1873, concedida pela Sociedade Geológica de Londres.